# Theorie en sociologie van de wetenschapsgeschiedenis
De sociologie en filosofie van de wetenschap, net als het hele veld van wetenschapsstudies, zijn in de 20e eeuw vooral bezig geweest met de vraag van patronen en trends in de ontwikkeling van de wetenschap, en het stellen van vragen over hoe wetenschap "werkt" in een filosofische en praktische zin.

## Wetenschap als sociale onderneming
In de afgelopen eeuwen is wetenschap als sociale onderneming snel gegroeid. De weinige individuen die in de oudheid natuurwetenschappelijk onderzoek konden doen, waren zelf rijke individuen, hadden rijke sponsors of werden gesteund door een religieuze groepering. Vandaag de dag wordt wetenschappelijk onderzoek gesteund door de overheid en de privésector.
De beschikbare communicatiemethoden zijn in de loop der tijd enorm verbeterd. In plaats van maanden of jaren te wachten op een handgeschreven brief, kan wetenschappelijke communicatie tegenwoordig vrijwel onmiddellijk plaatsvinden. Vroeger werkten de meeste natuurfilosofen in relatieve afzondering, vanwege de moeilijkheid en traagheid van communicatie. Toch was er een aanzienlijke mate van kruisbestuiving tussen ver van elkaar verwijderde groepen en individuen.
Tegenwoordig maken bijna alle moderne wetenschappers deel uit van een wetenschappelijke gemeenschap, die hypothetisch mondiaal van aard is (hoewel vaak gebaseerd rond een relatief klein aantal naties en instellingen van formaat), maar ook sterk gesegregeerd is in verschillende studiegebieden. De wetenschappelijke gemeenschap is belangrijk omdat ze een bron van gevestigde kennis vertegenwoordigt die, indien correct gebruikt, betrouwbaarder zou moeten zijn dan persoonlijk verworven kennis van een bepaald individu. De gemeenschap biedt ook een feedbackmechanisme, vaak in de vorm van praktijken zoals peerreview en reproduceerbaarheid. Het merendeel van de wetenschappelijke inhoud (experimentele resultaten, theoretische voorstellen of literatuuroverzichten) wordt gerapporteerd in wetenschappelijke tijdschriften en wordt hypothetisch onderworpen aan peerreview, hoewel een aantal wetenschappelijke critici van zowel binnen als buiten de wetenschappelijke gemeenschap in de afgelopen decennia vraagtekens zijn gaan zetten bij het effect van commerciële en overheidsinvesteringen in de wetenschap op het peerreview- en publicatieproces. Ook worden vragen gesteld bij de interne disciplinaire beperkingen van het wetenschappelijke publicatieproces.
Een belangrijke ontwikkeling van de wetenschappelijke revolutie was de oprichting van wetenschappelijke genootschappen: de Academia Secretorum Naturae kan worden beschouwd als de eerste wetenschappelijke gemeenschap; opgericht in Napels in 1560 door Giambattista della Porta. De academie had een exclusieve lidmaatschapsregel: de ontdekking van een nieuwe natuurwet was een voorwaarde voor toelating. De academie werd al snel door paus Paulus V gesloten wegens vermeende tovenarij.
De Academia Secretorum Naturae werd vervangen door de Accademia dei Lincei, die in 1603 in Rome werd opgericht. De Lincei namen Galileo op als lid, maar dit stopte na zijn veroordeling in 1633. De Accademia del Cimento, opgericht in Florence in 1657, heeft 10 jaar bestaan . De Royal Society van Londen, 1660 tot heden, bracht een diverse verzameling wetenschappers samen om theorieën te bespreken, experimenten uit te voeren en elkaars werk te beoordelen. De Académie des Sciences werd in 1666 opgericht als een instelling van de Franse regering en vergaderde in de bibliotheek van de koning. De Akademie der Wissenschaften begon in 1700 in Berlijn.
Vroege wetenschappelijke genootschappen boden waardevolle functies, waaronder een gemeenschap die openstond voor en geïnteresseerd was in empirisch onderzoek, en die ook meer vertrouwd was met en meer onderlegd was over het onderwerp. In 1758 richtte Lagrange met de hulp van zijn leerlingen een genootschap op dat later werd omgevormd tot de Academie van Turijn.
Veel van wat wordt beschouwd als het moderne instituut van de wetenschap werd gevormd tijdens de professionalisering in de 19e eeuw. In deze periode verschoof de locatie van wetenschappelijk onderzoek voornamelijk naar universiteiten, hoewel het tot op zekere hoogte ook een standaardonderdeel van de industrie werd. In de beginjaren van de 20e eeuw, vooral na de rol van de wetenschap in de Eerste Wereldoorlog, begonnen regeringen van grote industriële landen zwaar te investeren in wetenschappelijk onderzoek. Deze inspanning werd in de schaduw gesteld door de financiering van wetenschappelijk onderzoek door alle partijen in de Tweede Wereldoorlog, die technologie voortbracht zoals radar, raketten en de atoombom. Tijdens de Koude Oorlog staken de Verenigde Staten, de Sovjet-Unie en veel Europese mogendheden een grote hoeveelheid overheidsgeld in de wetenschap. In deze periode financierde DARPA landelijke computernetwerken, waaronder ARPANET, de voorloper van het internet. In het tijdperk na de Koude Oorlog is een afname van overheidsfinanciering door veel landen gepaard gegaan met een toename van industriële en particuliere investeringen. De financiering van de wetenschap is een belangrijke factor in haar historische en wereldwijde ontwikkeling. Dus hoewel wetenschap hypothetisch gezien een internationaal bereik heeft, heeft ze zich in de praktijk meestal geconcentreerd waar ze de meeste financiering kon vinden.
Tijdens de wetenschappelijke revolutie communiceerden de eerste wetenschappers in het Latijn, dat tijdens de middeleeuwen de taal van de academische wereld was geweest en dat door geleerden uit vele landen werd gelezen en geschreven. Halverwege de 16e eeuw verschenen er publicaties in lokale talen. Tegen 1900 waren Duits, Frans en Engels dominant. Anti-Duitse sentimenten veroorzaakt door de Eerste en Tweede Wereldoorlog en boycots van Duitse wetenschappers resulteerden in het verlies van Duits als wetenschappelijke taal. In latere decennia van de 20e eeuw leidden de economische dominantie en wetenschappelijke productiviteit van de Verenigde Staten tot de opkomst van het Engels, dat na het einde van de Koude Oorlog de dominante taal voor wetenschappelijke communicatie is geworden.

## Patronen in de geschiedenis van de wetenschap
Een van de belangrijkste bezigheden van degenen die geïnteresseerd zijn in de geschiedenis van de wetenschap is of deze geschiedenis al dan niet bepaalde patronen of trends vertoont. Over het algemeen zijn er historisch gezien drie grote modellen in verschillende vormen aangenomen binnen de wetenschapsfilosofie.
Het eerste belangrijke model, impliciet in de meeste vroege wetenschapsgeschiedenissen en over het algemeen een model dat door praktiserende wetenschappers zelf naar voren wordt geschoven in hun handboekenliteratuur, wordt geassocieerd met de kritiek op het logisch positivisme door Karl Popper (1902-1994) uit de jaren 1930. Popper's wetenschapsmodel is er een waarin wetenschappelijke vooruitgang wordt bereikt door onjuiste theorieën te falsificeren en in plaats daarvan theorieën aan te nemen die steeds dichter bij de waarheid komen. In dit model is wetenschappelijke vooruitgang een lineaire opeenstapeling van feiten, die elkaar aanvullen. In dit model werd de natuurkunde van Aristoteles (384 v.Chr. - 322 v.Chr.) eenvoudigweg ondergeschikt gemaakt aan het werk van Isaac Newton (1642-1727)(klassieke mechanica), dat op zijn beurt weer werd overschaduwd door het werk van Albert Einstein (1879-1955)(relativiteit), en later door de theorie van de kwantummechanica (vastgesteld in 1925), waarbij elke theorie nauwkeuriger was dan de vorige.
Een belangrijke uitdager voor dit model was Thomas Kuhn (1922-1996) met zijn werk The Structure of Scientific Revolutions gepubliceerd in 1962. Kuhn, een voormalig natuurkundige, betoogde tegen de opvatting dat wetenschappelijke vooruitgang lineair was en dat moderne wetenschappelijke theorieën noodzakelijkerwijs gewoon nauwkeurigere versies van theorieën uit het verleden waren. Kuhns versie van wetenschappelijke ontwikkeling bestond veeleer uit dominante denkstructuren en praktijken, die hij "paradigmas" noemde, waarin onderzoek fasen doorliep van "normale wetenschap ("puzzels oplossen") en "revolutionaire wetenschap" (nieuwe theorieën uittesten op basis van nieuwe aannames, veroorzaakt door onzekerheid en crisis in bestaande theorieën). In het model van Kuhn vertegenwoordigden verschillende paradigma's totaal verschillende en onverenigbare (incommensurate) aannames over het universum. Het was dus onzeker of paradigma's verschoven op een manier die noodzakelijkerwijs berustte op een grotere waarheidsvinding. Volgens Kuhn waren de natuurkunde van Aristoteles, de klassieke mechanica van Newton en de relativiteit van Einstein totaal verschillende manieren om over de wereld na te denken; elk opeenvolgend paradigma bepaalde welke vragen over de wereld gesteld konden worden en schoof (misschien willekeurig) aspecten van het vorige paradigma terzijde die niet langer van toepassing of belangrijk leken. Kuhn beweerde dat elk nieuw paradigma niet alleen voortbouwt op de verworvenheden van de vorige theorie, maar in wezen de oude manier om naar het universum te kijken overboord gooit en met een eigen woordenschat komt om het te beschrijven en met eigen richtlijnen om de kennis binnen het nieuwe paradigma uit te breiden.
Kuhns model ontmoette veel argwaan bij wetenschappers, historici en filosofen. Sommige wetenschappers vonden dat Kuhn te ver ging door wetenschappelijke vooruitgang van waarheid te scheiden; veel historici vonden dat zijn argument te gecodificeerd was voor iets dat zo polyvariant en historisch contingent is als wetenschappelijke verandering; en veel filosofen vonden dat het argument niet ver genoeg ging. Het uiterste van een dergelijke redenering werd naar voren gebracht door de filosoof Paul Feyerabend (1924-1994). Hij stelde dat er geen consistente methodologieën waren die door alle wetenschappers op elk moment werden gebruikt, waardoor bepaalde vormen van onderzoek als "wetenschappelijk" konden worden bestempeld op een manier waardoor ze verschilden van elke andere vorm van onderzoek, zoals hekserij. Feyerabend sprak zich fel uit tegen het idee dat falsificatie ooit echt gevolgd werd in de geschiedenis van de wetenschap, en merkte op dat wetenschappers al heel lang theorieën willekeurig als accuraat beschouwen, zelfs als ze vele tests niet doorstaan. Feyerabend betoogde dat een pluralistische methodologie zou moeten worden gebruikt voor het onderzoeken van kennis en merkte op dat veel vormen van kennis die voorheen als "niet-wetenschappelijk" werden beschouwd, later werden geaccepteerd als een geldig onderdeel van de wetenschappelijke canon.
In de loop der jaren zijn veel andere theorieën over wetenschappelijke verandering voorgesteld, met verschillende accentverschuivingen en implicaties. Over het algemeen zweven de meeste echter ergens tussen deze drie modellen voor verandering in wetenschappelijke theorieën, het verband tussen theorie en waarheid, en de aard van wetenschappelijke vooruitgang.

## De aard van wetenschappelijke ontdekkingen
Individuele ideeën en prestaties behoren tot de bekendste aspecten van wetenschap, zowel intern als in de maatschappij. Doorbraakfiguren als Isaac Newton of Albert Einstein worden vaak gevierd als genieën en helden van de wetenschap. Popularisatoren van de wetenschap, waaronder de nieuwsmedia en wetenschappelijke biografen, dragen bij aan dit fenomeen. Maar veel wetenschapshistorici benadrukken de collectieve aspecten van wetenschappelijke ontdekkingen en benadrukken minder het belang van het "Eureka!"-moment.
Een gedetailleerde blik op de geschiedenis van de wetenschap onthult vaak dat de geesten van grote denkers geprikkeld waren door de resultaten van eerdere inspanningen, en vaak op het toneel arriveerden om een of andere crisis aan te treffen. Einstein bijvoorbeeld beschouwde de fysica van beweging en zwaartekracht niet geïsoleerd. Zijn belangrijkste prestaties losten een probleem op dat pas de laatste jaren in het vakgebied aan het licht was gekomen - empirische gegevens die aantoonden dat de lichtsnelheid onverklaarbaar constant was, ongeacht de schijnbare snelheid van de waarnemer. (Zie het Michelson-Morley-experiment.) Zonder deze informatie is het zeer onwaarschijnlijk dat Einstein zoiets als relativiteit zou hebben bedacht.
De vraag wie de eer moet krijgen voor een bepaalde ontdekking is vaak een bron van controverse. Er zijn veel prioriteitsgeschillen, waarbij meerdere individuen of teams concurrerende claims hebben over wie iets als eerste ontdekt heeft. Meerdere gelijktijdige ontdekkingen zijn eigenlijk een verrassend veel voorkomend fenomeen, misschien grotendeels te verklaren door het idee dat eerdere bijdragen (inclusief het ontstaan van tegenstrijdigheden tussen bestaande theorieën, of onverwachte empirische resultaten) een bepaald concept klaar maken voor ontdekking. Eenvoudige prioriteitsgeschillen zijn vaak een kwestie van documenteren wanneer bepaalde experimenten werden uitgevoerd, of wanneer bepaalde ideeën voor het eerst werden geuit aan collega's of werden vastgelegd in een vast medium.